# Símbols de les Illes Balears

Bandera de les Illes Balears

Els símbols de les Illes Balears són aquells que identifiquen els mallorquins, menorquins, eivissencs i formenterers com la nacionalitat històrica que declaren ésser al seu estatut d'autonomia del 1983.

## Bandera
El primer i més visible és la bandera. Aquests símbols són distintius i legitimats històricament: les quatre barres horitzontals sobre un fons groc, i el quarter de fons morat amb un castell blanc de cinc torres enmig. Cada illa també pot tenir la seva pròpia bandera.
Tanmateix, s'ha anat qüestionant, des de la seva oficialització l'ús preautonòmic de la bandera quarterada, també anomenada de "model americà", i la seva legitimació històrica; que moltes vegades només és considerada una modificació de la bandera de Mallorca, que de fet també és una bandera inspirada en l'escut de Palma.

## Diades i festes populars
Un dia simbòlic de les Illes Balears és la Diada de les Illes Balears, l'1 de març, data en què entrà en vigor l'Estatut d'Autonomia de 1983, a més de les diverses festes a cada illa: la Diada de Mallorca el 31 de desembre i a Palma, la Festa de l'Estendard també el 31 de desembre; la Diada de Menorca el 17 de gener (Sant Antoni); les Festes de Sant Joan a Menorca; la Diada d'Eivissa el 8 d'agost; i la Diada de Formentera el 25 de Juliol (Festes de Sant Jaume).

## Música
També és representativa de les Illes l'himne de Mallorca, la Balanguera.